# Hősök képregények listája
Ez egy lista a Hősök (Heroes) című televíziósorozathoz kapcsolódó webképregényekről, amelyek kiegészítik a sorozat történetét. A képregények az NBC hivatalos oldalán jelennek meg minden kedden.
A sorozat írói által kitalált történetekhez az Aspen Comics csapata alkot rajzokat, időnként vendégalkotókkal kiegészülve. A képregények általában 7-9 oldal terjedelműek és az első oldalon a sorozat főtámogatójának, a Nissan egy autójának reklámja szerepel. Az egyes képregények PDF és Flash formátumokban érhetők el, az alábbi táblázatban a PDF-ekre mutató linkek szerepelnek. A Flash verziók legtöbbször tartalmaznak egy linket egy rejtett meglepetésre, ami általában egy kép.

## Első évad
| #  | Cím                                                          | Nem hivatalos magyar cím                                                         | Megjelenés dátuma | Író                                  | Rajz                                  | Rejtett meglepetés                                                                                     |
| -- | ------------------------------------------------------------ | -------------------------------------------------------------------------------- | --- | ------------------------------------ | ------------------------------------- | --- |
| 1  | MonstersPDF(12.0 MiB)                                        | Szörnyek                                                                         | 2006. szeptember 25. | Aron Eli Coleite                     | Michael Turner & Koi Turnbull         | Vázlatrajz a következő képregényhez                                                                    |
| 1  | MonstersPDF(12.0 MiB)                                        | Szörnyek                                                                         | Háttérinformációkkal szolgál Mohinder Sureshről és apja, Chandra rejtélyes haláláról..                                                |                                      |                                       | |
| 2  | The CranePDF(19.8 MiB)                                       | A daru                                                                           | 2006. október 2. | Aron Eli Coleite                     | Micah Gunnell                         | Vázlatrajz a következő képregényhez                                                                    |
| 2  | The CranePDF(19.8 MiB)                                       | A daru                                                                           | A „Ne nézz vissza!” című epizód folytatása. Háttérinformációkkal szolgál Hiro Nakamuraról.                                            |                                      |                                       | |
| 3  | Trial By FirePDF(17.7 MiB)                                   | Tűzpróba                                                                         | 2006. október 9. | Chuck Kim                            | Marcus To                             | Nathan Petrelli kampányfilmje                                                                          |
| 3  | Trial By FirePDF(17.7 MiB)                                   | Tűzpróba                                                                         | Nathan Petrelli a képességéről gondolkodik.                                                                                           |                                      |                                       | |
| 4  | AftermathPDF(19.3 MiB)                                       | Utóhatás                                                                         | 2006. október 16. | Joe Pokaski                          | Micah Gunnell                         | Claire Bennet MySpace oldala                                                                           |
| 4  | AftermathPDF(19.3 MiB)                                       | Utóhatás                                                                         | Az „Ütközés” című epizód folytatása. Bemutatja, hogy mi történik azután, hogy Claire Brody Mitchum autójával belehajt egy ház falába. |                                      |                                       | |
| 5  | SnapshotsPDF(16.3 MiB)                                       | Pillanatkép                                                                      | 2006. október 23. | Joe Pokaski                          | Marcus To                             | A Nissan Versa hivatalos oldala                                                                        |
| 5  | SnapshotsPDF(16.3 MiB)                                       | Pillanatkép                                                                      | Bemutatja D.L. Hawkinst és szökését a börtönből.                                                                                      |                                      |                                       | |
| 6  | Stolen TimePDF(14.7 MiB)                                     | Ellopott idő                                                                     | 2006. október 30. | Joe Pokaski                          | Marcus To                             | Kép Peterről                                                                                           |
| 6  | Stolen TimePDF(14.7 MiB)                                     | Ellopott idő                                                                     | Megmutatja, hogy Jessica hogyan lopta el a kétmillió dollárt.                                                                         |                                      |                                       | |
| 7  | ControlPDF(13.3 MiB)                                         | Önkontroll                                                                       | 2006. november 6. | Oliver Grigsby                       | Micah Gunnell                         | Kép Sylarről                                                                                           |
| 7  | ControlPDF(13.3 MiB)                                         | Önkontroll                                                                       | A „Nincs rejtegetnivaló” című epizód folytatása. Láthatjuk, hogy képességei milyen hatással vannak Matt Parkman életére.              |                                      |                                       | |
| 8  | Isaac's First TimePDF(13.9 MiB)                              | Isaac első látomása                                                              | 2006. november 13. | Aron Eli Coleite                     | Micah Gunnell                         | Kép Hiróról és Andóról                                                                                 |
| 8  | Isaac's First TimePDF(13.9 MiB)                              | Isaac első látomása                                                              | A „Hét perc éjfélig” című epizód folytatása. Isaac Mendez elmeséli Edennek, hogyan szembesült először a képességével.                 |                                      |                                       | |
| 9  | Life Before EdenPDF(20.0 MiB)                                | Az élet Eden előtt                                                               | 2006. november 20. | Pierluigi Cothran                    | Marcus To                             | Forgatási fotó Hayden Panettiere-ről (Claire) és Milo Ventimigliáról (Peter)                           |
| 9  | Life Before EdenPDF(20.0 MiB)                                | Az élet Eden előtt                                                               | Bemutatja Eden McCain gyerekkorát és képességének felfedezését.                                                                       |                                      |                                       | |
| 10 | Turning PointPDF(12.9 MiB)                                   | Fordulópont                                                                      | 2006. november 27. | Christopher Zatta                    | Micah Gunnell & Marcus To             | Forgatási kép Clea DuVallról (Audrey) és Greg Grunbergről (Matt)                                       |
| 10 | Turning PointPDF(12.9 MiB)                                   | Fordulópont                                                                      | Bemutatja Audrey Hanson Sylar utáni nyomozásának egy korábbi szakaszát.                                                               |                                      |                                       | |
| 11 | Fathers & DaughtersPDF(13.1 MiB)                             | Apák és lányaik                                                                  | 2006. december 4. | Andrew Chambliss                     | Travis Kotzebue & Micah Gunnell       | A „felrobbanó ember” képe                                                                              |
| 11 | Fathers & DaughtersPDF(13.1 MiB)                             | Apák és lányaik                                                                  | Mr. Bennet meglátogatja Eden apját, hogy közölje a halálhírt.                                                                         |                                      |                                       | |
| 12 | Super-HeroicsPDF(14.3 MiB)                                   | Szuper-hősködés                                                                  | 2006. december 11. | Harrison Wilcox                      | Micah Gunnell                         | Forgatási fotó Milo Ventimigliáról (Peter)                                                             |
| 12 | Super-HeroicsPDF(14.3 MiB)                                   | Szuper-hősködés                                                                  | Peter álmot lát miközben kómában fekszik.                                                                                             |                                      |                                       | |
| 13 | Wireless, Part 1PDF(17.0 MiB)                                | Hálózat 1                                                                        | 2006. december 25. | Aron Eli Coleite                     | Micah Gunnell & Phil Jimenez (vendég) | Forgatási fotó Hayden Panettiere-ről (Claire) és Milo Ventimigliáról (Peter)                           |
| 13 | Wireless, Part 1PDF(17.0 MiB)                                | Hálózat 1                                                                        | Bemutat egy új szereplőt, Hana Gitelmant.                                                                                             |                                      |                                       | |
| 14 | Wireless, Part 2PDF(17.4 MiB)                                | Hálózat 2                                                                        | 2007. január 1. | Aron Eli Coleite & Joe Pokaski       | Micah Gunnell                         | Forgatási fotó Adrian Pasdarról (Nathan) és Milo Ventimigliáról (Peter)                                |
| 14 | Wireless, Part 2PDF(17.4 MiB)                                | Hálózat 2                                                                        | Mr. Bennet felkínál egy lehetőséget Hananak.                                                                                          |                                      |                                       | |
| 15 | Wireless, Part 3PDF(12.8 MiB)                                | Hálózat 3                                                                        | 2007. január 8. | Aron Eli Coleite & Joe Pokaski       | Micah Gunnell                         | Forgatási fotó Adrian Pasdarról (Nathan) és Milo Ventimigliáról (Peter)                                |
| 15 | Wireless, Part 3PDF(12.8 MiB)                                | Hálózat 3                                                                        | Hana megpróbálja teljesíteni Bennettől kapott első küldetését.                                                                        |                                      |                                       | |
| 16 | Wireless, Part 4PDF(12.3 MiB)                                | Hálózat 4                                                                        | 2007. január 16. | Aron Eli Coleite & Joe Pokaski       | Micah Gunnell                         | Fotó a stábról a 64. Golden Globe-gálán.                                                               |
| 16 | Wireless, Part 4PDF(12.3 MiB)                                | Hálózat 4                                                                        | A fogságba esett Hana előtt kiderül az igazság és új döntést hoz élete céljával kapcsolatban.                                         |                                      |                                       | |
| 17 | How Do You Stop an Exploding Man?, Part 1PDF(15.3 MiB)       | Hogyan állítasz meg egy robbanó embert? 1                                        | 2007. január 22. | Jesse Alexander & Aron Eli Coleite   | Travis Kotzebue                       | Forgatási fotó a földhöz szegezett Santiago Cabreraról (Isaac)                                         |
| 17 | How Do You Stop an Exploding Man?, Part 1PDF(15.3 MiB)       | Hogyan állítasz meg egy robbanó embert? 1                                        | Ted Sprague találkozik valakivel, aki segítséget ajánl neki.                                                                          |                                      |                                       | |
| 18 | How Do You Stop an Exploding Man?, Part 2PDF(14.0 MiB)       | Hogyan állítasz meg egy robbanó embert? 2                                        | 2007. január 29. | Jesse Alexander & Aron Eli Coleite   | Jordan Kotzebue                       | Behind-the-scenes photo of George Takei (Kaito Nakamura) and Masi Oka (Hiro)                           |
| 18 | How Do You Stop an Exploding Man?, Part 2PDF(14.0 MiB)       | Hogyan állítasz meg egy robbanó embert? 2                                        | Ted elmenekül a támadói elől és elindul válaszokat keresni.                                                                           |                                      |                                       | |
| 19 | BullyPDF(10.9 MiB)                                           | Bunyó                                                                            | 2007. február 6. | Chuck Kim                            | Micah Gunnell                         | Forgatási fotó: Masi Oka használja Hiro kardját                                                        |
| 19 | BullyPDF(10.9 MiB)                                           | Bunyó                                                                            | Micah Sanders verekedésbe keveredik egy osztálytársával.                                                                              |                                      |                                       | |
| 20 | Road KillPDF(14.1 MiB)                                       | Haláltúra                                                                        | 2007. február 13. | Joe Pokaski                          | Jason Badower                         | Forgatási fotó: Jack Coleman (Mr. Bennet) áll Sylar cellája előtt                                      |
| 20 | Road KillPDF(14.1 MiB)                                       | Haláltúra                                                                        | Sylar megmenekülését követően folytatja keresését az újabb áldozatok és képességek után.                                              |                                      |                                       | |
| 21 | The Path of the RighteousPDF(6.98 MiB)                       | Az igazak útja                                                                   | 2007. február 20. | Aron Eli Coleite                     | Staz Johnson                          | Forgatási fotó: Ali Larter (Niki) egy gumifalú cellában.                                               |
| 21 | The Path of the RighteousPDF(6.98 MiB)                       | Az igazak útja                                                                   | Hana elválik Tedtől és Matt-től, és más irányban folytatja útját.                                                                     |                                      |                                       | |
| 22 | Hell's AngelPDF(3.95 MiB)                                    | Az Pokol Angyala                                                                 | 2007. február 27. | Jesse Alexander                      | Michael Gaydos                        | Forgatási fotó egy stábtagról, aki megmutat Greg Grunbergnek (Matt) egy kellék pisztolyt.              |
| 22 | Hell's AngelPDF(3.95 MiB)                                    | Az Pokol Angyala                                                                 | 14 évvel ezelőtt, Mr. Bennet elindul egy rutinszerű küldetésre, hogy begyűjtsön egy különleges képességű embert.                      |                                      |                                       | |
| 23 | Family ManPDF(4.26 MiB)                                      | A családapa                                                                      | 2007. március 6. | Jesse Alexander                      | Staz Johnson                          | Hana Gitelman blogja                                                                                   |
| 23 | Family ManPDF(4.26 MiB)                                      | A családapa                                                                      | Mr. Bennet hátat fordít a főnökének, hogy megvédje a családját.                                                                       |                                      |                                       | |
| 24 | War Buddies, Part 1: The Lonestar FilePDF(4.97 MiB)          | Bajtársak 1.                                                                     | 2007. március 13. | Mark Warshaw                         | Steven Lejeune                        | Hana Gitelman blogja                                                                                   |
| 24 | War Buddies, Part 1: The Lonestar FilePDF(4.97 MiB)          | Bajtársak 1.                                                                     | Hana kutatása a válaszok után Washingtonba vezeti őt.                                                                                 |                                      |                                       | |
| 25 | War Buddies, Part 2: Unknown SoldiersPDF(15.2 MiB)           | Bajtársak 2.                                                                     | 2007. március 19. | Andrew Chambliss & Pierluigi Cothran | Adam Archer                           | Forgatási fotó Isaac lakásáról                                                                         |
| 25 | War Buddies, Part 2: Unknown SoldiersPDF(15.2 MiB)           | Bajtársak 2.                                                                     | Hana rátalál egy titkosított katonai jelentésre a vietnámi háború idejéről.                                                           |                                      |                                       | |
| 26 | War Buddies, Part 3: Unknown SoldiersPDF(16.3 MiB)           | Bajtársak 3.                                                                     | 2007. március 26. | D. J. Doyle                          | Adam Archer                           | Forgatási fotó Ali Larterről (Niki) és Malcolm McDowellről (Mr. Linderman)                             |
| 26 | War Buddies, Part 3: Unknown SoldiersPDF(16.3 MiB)           | Bajtársak 3.                                                                     | „Dallas” és „Austin” megpróbálják megtalálni a lezuhant repülőt.                                                                      |                                      |                                       | |
| 27 | War Buddies, Part 4: No Turning BackPDF(17.5 MiB)            | Bajtársak 4.                                                                     | 2007. április 3. | Timm Keppler                         | Jason Badower                         | Forgatási fotó Sendhil Ramamurthy-ról (Mohinder) és Zachary Quintóról (Sylar)                          |
| 27 | War Buddies, Part 4: No Turning BackPDF(17.5 MiB)            | Bajtársak 4.                                                                     | „Dallas” és „Austin” megismerik Au Co falvának titkát.                                                                                |                                      |                                       | |
| 28 | War Buddies, Part 5: IntroductionsPDF(16.1 MiB)              | Bajtársak 5.                                                                     | 2007. április 9. | Harrison Wilcox & Oliver Grigsby     | Jason Badower                         | Forgatási fotó Malcolm McDowellről (Mr. Linderman)                                                     |
| 28 | War Buddies, Part 5: IntroductionsPDF(16.1 MiB)              | Bajtársak 5.                                                                     | Fény derül „Dallas” és „Austin” kilétére.                                                                                             |                                      |                                       | |
| 29 | War Buddies, Part 6: Call to ArmsPDF(22.6 MiB)               | Bajtársak 6.                                                                     | 2007. április 16. | Mark Warshaw                         | Staz Johnson                          | Hana Gitelman blogja                                                                                   |
| 29 | War Buddies, Part 6: Call to ArmsPDF(22.6 MiB)               | Bajtársak 6.                                                                     | Hana leleplez egy politikai összeesküvést.                                                                                            |                                      |                                       | |
| 30 | String TheoryPDF(24.0 MiB)                                   | Húrelmélet                                                                       | 2007. április 23. | Joe Pokaski                          | Staz Johnson                          | A 29. képregény utolsó oldalának szövegdoboz nélküli verziója PDF (41.6 MiB)                           |
| 30 | String TheoryPDF(24.0 MiB)                                   | Húrelmélet                                                                       | A jövőbeli Hiro átgondolja az eseményeket, amelyek üzenetének átadása előtt és után történtek.                                        |                                      |                                       | |
| 31 | Walls, Part 1PDF(17.3 MiB)                                   | Falak 1.                                                                         | 2007. május 1. | Joe Pokaski                          | Tom Grummett                          | Forgatási fotó Hayden Panettiere-ről (Claire)                                                          |
| 31 | Walls, Part 1PDF(17.3 MiB)                                   | Falak 1.                                                                         | A jövőben Hiro és Peter megszöktetik Niki Sanderst a börtönből.                                                                       |                                      |                                       | |
| 32 | Walls, Part 2PDF(12.3 MiB)                                   | Falak 2.                                                                         | 2007. május 8. | Joe Pokaski                          | Michael Gaydos                        | Forgatási fotó Zachary Quintóról (Sylar) és Ellen Greene-ről (Virginia Gray)                           |
| 32 | Walls, Part 2PDF(12.3 MiB)                                   | Falak 2.                                                                         | Hiro, Peter és Niki a börtönben a szabadulásért küzdenek. Niki felidézi a bomba előtti és a robbanás utáni életét.                    |                                      |                                       | |
| 33 | The Death of Hana Gitelman, Part 1PDF(24.3 MiB)              |                                                                                  | 2007. május 15. | Aron Eli Coleite                     | Jason Badower                         | Forgatási fotó Milo Ventimigliáról (Peter) és Hayden Panettiere-ről (Claire)                           |
| 33 | The Death of Hana Gitelman, Part 1PDF(24.3 MiB)              | Hana elvállallja a küldetést, hogy likvidálja a nyomkövető rendszert.            | |                                      |                                       | |
| 34 | The Death of Hana Gitelman, Part 2PDF(23.2 MiB)              |                                                                                  | 2007. május 22. | Aron Eli Coleite                     | Jason Badower                         | Forgatási fotó Hayden Panettiere-ről (Claire)                                                          |
| 34 | The Death of Hana Gitelman, Part 2PDF(23.2 MiB)              | Hana folytatja a küldetését miközben élete többször is veszélyben forog.         | |                                      |                                       | |
| 35 | It Takes a Village, Part 1PDF(16.8 MiB)                      |                                                                                  | 2007. május 29. | Joe Kelly                            | Michael Gaydos                        | Forgatási fotó: Adrian Pasdar (Nathan), Hayden Panettiere (Claire) és Milo Ventimiglia (Peter)         |
| 35 | It Takes a Village, Part 1PDF(16.8 MiB)                      | A Haiti visszaemlékszik apjára és a Haitin töltött gyerekkorára.                 | |                                      |                                       | |
| 36 | It Takes a Village, Part 2PDF(19.2 MiB)                      |                                                                                  | 2007. június 5. | Joe Kelly                            | Staz Johnson                          | Forgatási fotó Ali Larterről (Niki) és Hayden Panettiere-ről (Claire)                                  |
| 36 | It Takes a Village, Part 2PDF(19.2 MiB)                      | A Haiti felidézi képességének megjelenését.                                      | |                                      |                                       | |
| 37 | It Takes a Village, Part 3PDF(18.5 MiB)                      |                                                                                  | 2007. június 12. | Joe Kelly                            | Tom Grummett                          | Kép Jack Colemanről (Mr. Bennet) és Jimmy Jean-Louisról (A Haiti)                                      |
| 37 | It Takes a Village, Part 3PDF(18.5 MiB)                      | A Haiti és az apja útrakelnek, hogy áldozzattal engeszteljék ki az isteneket.    | |                                      |                                       | |
| 38 | It Takes a Village, Part 4PDF(21.9 MiB)                      |                                                                                  | 2007. június 19. | Joe Kelly                            | Staz Johnson                          | Kép Ali Larterről (Jessica)                                                                            |
| 38 | It Takes a Village, Part 4PDF(21.9 MiB)                      | A Haiti megtanulja a hibák árát.                                                 | |                                      |                                       | |
| 39 | Betty, Part 1PDF(21.9 MiB)                                   |                                                                                  | 2007. június 27. | Joe Casey                            | Ryan Odagawa                          | Forgatási fotó Sendhil Ramamurthy-ról (Mohinder) és Greg Grunbergről (Matt)                            |
| 39 | Betty, Part 1PDF(21.9 MiB)                                   | Betty, a gimazista lány, felfedezi képességét.                                   | |                                      |                                       | |
| 40 | Betty, Part 2PDF(18.7 MiB)                                   |                                                                                  | 2007. július 3. | Joe Casey                            | Ryan Odagawa                          | Forgatási fotó Jack Colemanről (Mr. Bennet) és Hayden Panettiere-ről (Claire)                          |
| 40 | Betty, Part 2PDF(18.7 MiB)                                   | Betty kipróbálja képességét néhány diákon.                                       | |                                      |                                       | |
| 41 | Betty, Part 3PDF(18.2 MiB)                                   |                                                                                  | 2007. július 10. | Joe Casey                            | Ryan Odagawa                          | Forgatási fotó of Milo Ventimigliáról (Peter) ahogy az évadzáró epizódra készül                        |
| 41 | Betty, Part 3PDF(18.2 MiB)                                   | Betty felfedi képességét Ren előtt, miután megtámadták őt a lány tettei miatt.   | |                                      |                                       | |
| 42 | Betty, Part 4PDF(17.3 MiB)                                   |                                                                                  | 2007. július 17. | Joe Casey                            | Ryan Odagawa                          | Forgatási fotó Masi Okáról (Hiro) ahogyan szamurájok elől menekül                                      |
| 42 | Betty, Part 4PDF(17.3 MiB)                                   | Betty úgy dönt, hogy bosszút áll és másképpen folytatja életét.                  | |                                      |                                       | |
| 43 | Golden Handshake, Part 1: Man OverboardPDF(14.59 MiB)        |                                                                                  | 2007. július 24. | Steven T. Seagle & Duncan Rouleau    | Michael Gaydos                        | Forgatási fotó Hayden Panettiere-ről (Claire) és Jack Colemanről (Mr. Bennet) az első évad fináléjából |
| 43 | Golden Handshake, Part 1: Man OverboardPDF(14.59 MiB)        | Claude és korábbi partnere, Haram egy veszélyes ember nyomában vannak.           | |                                      |                                       | |
| 44 | Golden Handshake, Part 2: An American in ParisPDF(16.9 MiB)  |                                                                                  | 2007. július 31. | Steven T. Seagle & Duncan Rouleau    | Tom Grummett                          | Forgatási fotó Masi Okáról (Hiro) az első évad 13. epizódjának egyik jelenetében                       |
| 44 | Golden Handshake, Part 2: An American in ParisPDF(16.9 MiB)  | Claude és Haram rádöbbennek, hogy valójában más embert üldöznek.                 | |                                      |                                       | |
| 45 | Golden Handshake, Part 3: One More for the RoadPDF(18.6 MiB) |                                                                                  | 2007. augusztus 7. | Steven T. Seagle & Duncan Rouleau    | Michael Gaydos                        | Forgatási fotó Zachary Quintóról (Sylar) és Ellen Greene-ről (Virginia Gray)                           |
| 45 | Golden Handshake, Part 3: One More for the RoadPDF(18.6 MiB) | Haram megszállottsága veszélybe sodorja a küldetést és az életét.                | |                                      |                                       | |
| 46 | Golden Handshake, Part 4: Severance PayPDF(15.0 MiB)         |                                                                                  | 2007. augusztus 14. | Steven T. Seagle & Duncan Rouleau    | Michael Gaydos                        | Forgatási fotó Masi Okáról (Hiro)                                                                      |
| 46 | Golden Handshake, Part 4: Severance PayPDF(15.0 MiB)         | Befejeződik a Fusor utáni hajsza.                                                | |                                      |                                       | |
| 47 | Heroism is Found in the Heart, Part 1PDF(15.3 MiB)           |                                                                                  | 2007. augusztus 21. | Christopher Zatta                    | Ryan Odagawa                          | Forgatási fotó Missi Pyle-ról (Hope/„Remény”)                                                          |
| 47 | Heroism is Found in the Heart, Part 1PDF(15.3 MiB)           | Ando visszatér tokiói munkájához és megpróbálja elnyerni Kimiko szívét.          | |                                      |                                       | |
| 48 | Heroism is Found in the Heart, Part 2PDF(14.8 MiB)           |                                                                                  | 2007. augusztus 28. | Christopher Zatta                    | Ryan Odagawa                          | Kép Saemi Nakamuráról (Kimiko Nakamura)                                                                |
| 48 | Heroism is Found in the Heart, Part 2PDF(14.8 MiB)           | Ando megvédi Kimikót a lány egész Tokió által rettegett volt barátjától.         | |                                      |                                       | |
| 49 | Blackout, Part 1PDF(12 MiB)                                  |                                                                                  | 2007. szeptember 4. | Mark Sable                           | Jason Badower                         | Forgatási fotó Sendhil Ramamurthy-ról (Mohinder) és Adair Tishlerről (Molly)                           |
| 49 | Blackout, Part 1PDF(12 MiB)                                  | Mohinder megpróbál támogatást szerezni, hogy tovább folytathassa apja kutatását. | |                                      |                                       | |
| 50 | Blackout, Part 2PDF(11 MiB)                                  |                                                                                  | 2007. szeptember 11. | Mark Sable                           | Jason Badower                         | Kép Chandra Suresh-ről                                                                                 |
| 50 | Blackout, Part 2PDF(11 MiB)                                  | Mohinder rátalál az áramkimaradások forrására.                                   | |                                      |                                       | |
| 51 | Maya y AlejandroPDF(15.4 MiB)                                |                                                                                  | 2007. szeptember 18. | Mark Warshaw                         | Ryan Odagawa                          | Kép Isaac Mendezről és Simone Deveaux-ról                                                              |
| 51 | Maya y AlejandroPDF(15.4 MiB)                                | Mayát és Alejandrót gyilkosságért körözik.                                       | |                                      |                                       | |

## Második évad
| #  | Cím                                      | Nem hivatalos magyar cím                                                 | Megjelenés dátuma    | Író               | Rajz            | Rejtett meglepetés                                                      |
| -- | ---------------------------------------- | ------------------------------------------------------------------------ | -------------------- | ----------------- | --------------- | ----------------------------------------------------------------------- |
| 52 | Flying BlindPDF(19.6 MiB)                |                                                                          | 2007. szeptember 25. | Christine Boylan  | Tom Grummett    | Forgatási fotó David Andersről (Takezo Kensei) és Masi Okáról (Hiro)    |
| 52 | Flying BlindPDF(19.6 MiB)                | West, Claire új osztálytársa, bemutatkozik.                              |                      |                   |                 |                                                                         |
| 53 | The CrossroadsPDF(14.2 MiB)              |                                                                          | 2007. október 2.     | Joe Kelly         | Michael Gaydos  | Kép Mafla úrról (Mr. Muggles)                                           |
| 53 | The CrossroadsPDF(14.2 MiB)              | A Haiti új esélyt kap.                                                   |                      |                   |                 |                                                                         |
| 54 | Petrified LightningPDF(14.2 MiB)         |                                                                          | 2007. október 9.     | Christine Boylan  | Michael Gaydos  | Kép Peterről és Caitlinről                                              |
| 54 | Petrified LightningPDF(14.2 MiB)         | Caitlin egy ír legendát mesél Peternek.                                  |                      |                   |                 |                                                                         |
| 55 | The Trial of the Black BearPDF(16.7 MiB) |                                                                          | 2007. október 16.    | Chuck Kim         | Tom Grummett    | Forgatási fotó David Andersről (Takezo Kensei)                          |
| 55 | The Trial of the Black BearPDF(16.7 MiB) | Takezo Kensei és a Fekete medve legendája.                               |                      |                   |                 |                                                                         |
| 56 | Molly's DreamPDF(15.1 MiB)               |                                                                          | 2007. október 23.    | Harrison Wilcox   | Ryan Odagawa    | Kép a megégett Nathanről                                                |
| 56 | Molly's DreamPDF(15.1 MiB)               | Molly egyik rémálma.                                                     |                      |                   |                 |                                                                         |
| 57 | Team Building ExercisePDF(15.2 MiB)      |                                                                          | 2007. október 30.    | Pierluigi Cothran | Travis Kotzebue | Promóciós kép a Deal or No Deal (Áll az alku) című műsorról             |
| 57 | Team Building ExercisePDF(15.2 MiB)      | Noah Bennet első „begyűjtő” küldetése.                                   |                      |                   |                 |                                                                         |
| 58 | QuarantinePDF(15.7 MiB)                  |                                                                          | 2007. november 6.    | Jim Martin        | Marcus To       | Kép Mohinderről és Nikiről                                              |
| 58 | QuarantinePDF(15.7 MiB)                  | Howard Lemay személyes tragédiája a jövőben.                             |                      |                   |                 |                                                                         |
| 59 | Man on FirePDF(15.5 MiB)                 |                                                                          | 2007. november 13.   | Tim Keppler       | Michael Gaydos  | Forgatási fotó Greg Grunbergről (Matt) és egy csellóról                 |
| 59 | Man on FirePDF(15.5 MiB)                 | D. L. megpróbál hős lenni.                                               |                      |                   |                 |                                                                         |
| 60 | Revolutionary War, Part 1PDF(20.1 MiB)   |                                                                          | 2007. november 20.   | D. J. Doyle       | Tom Grummett    | Forgatási fotó Milo Ventimigliáról (Peter) és Adrian Pasdarról (Nathan) |
| 60 | Revolutionary War, Part 1PDF(20.1 MiB)   | Adam Monroe keresi a hozzá hasonlókat.                                   |                      |                   |                 |                                                                         |
| 61 | Revolutionary War, Part 2PDF(18.7 MiB)   |                                                                          | 2007. november 27.   | Oliver Grigsby    | Tom Grummett    | Forgatási fotó David Anders Kensei-páncéljáról                          |
| 61 | Revolutionary War, Part 2PDF(18.7 MiB)   | Adam végtelen csatába keveredik egy másik különleges képességű emberrel. |                      |                   |                 |                                                                         |
| 62 | SpecialPDF(15.6 MiB)                     |                                                                          | 2007. december 4.    | Joe Pokaski       | Michael Gaydos  | Forgatási fotó Hayden Panettiere-ről West egy gyerekkori képével        |
| 62 | SpecialPDF(15.6 MiB)                     | West és Claire első találkozása.                                         |                      |                   |                 |                                                                         |

## Külső hivatkozások
- A képregények az NBC hivatalos oldalán
- A képregények nem hivatalos magyar fordításai a Képregény.net oldalain